# 大峠道路
大峠道路（おおとうげどうろ）は、国道121号の山岳狭隘区間である福島県喜多方市から山形県米沢市まで25.2 km（キロメートル）の事業路線名である。通称大峠レインボーライン。

## 概要
- 起点：福島県喜多方市関柴町西勝
- 終点：山形県米沢市大字入田沢
- 全長：25.2 km
- 規格

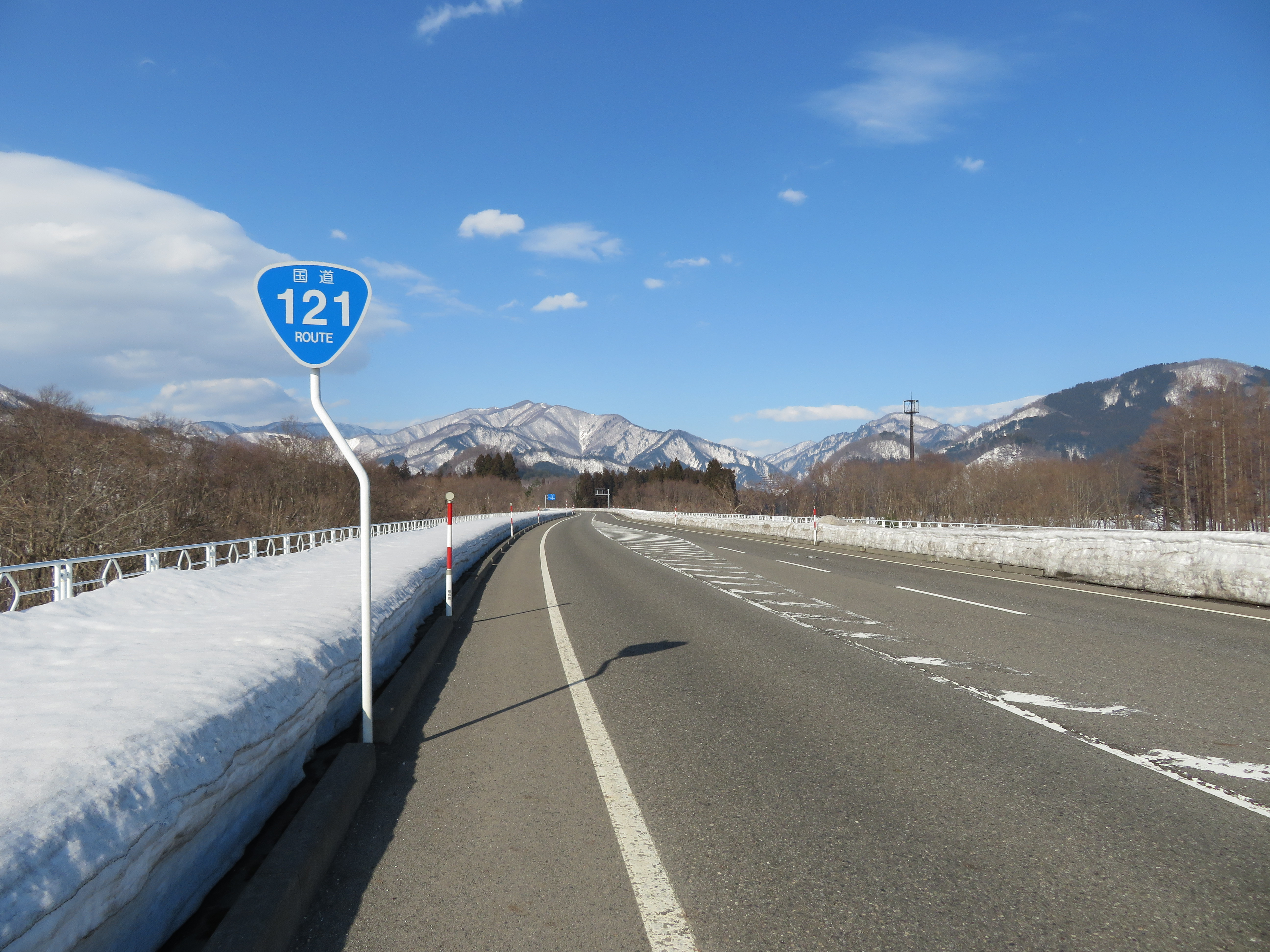
福島県喜多方市熱塩加納町米岡下平乙付近

  - 起点 - 県境(4.1 km)：第3種第2級
  - 県境 - 終点(21.1 km)：第3種第3級
- 設計速度：60 km/h
- 道路幅員
  - 一般部：10.5 m（取り付け部除く）
  - トンネル部：9.0 m
  - 橋梁部：10 m
- 最小半径：300 m
- 最急勾配：5 %
- 車線幅員：3.25 m
- 車線数：2車線

## 特徴
福島・山形県境区間にまたがる大峠を越える旧道ルートは1887年に福島県により開削され、このルートの開通により、福島県 - 山形県 - 秋田県の物資輸送が本格化した。1934年（昭和9年）に改良工事がおこなわれ、自動車通行が可能となり、会津若松市と米沢市を結ぶ路線バスが運行開始されたが、2012年（平成24年）現在は定期路線としては廃止されている。
しかし1960年代に入り、砂利道で幅がせまい箇所が多く、11月 - 5月は冬季通行止めとなっていたことから改良を求める声があがり、1974年に現行ルートへの改良事業に着手となった。現行ルートは1984年に核となる全長3,940 mの大峠トンネルが貫通、1992年（平成4年）8月9日に大峠トンネルを含めた県境区間14.47 kmと喜多方側の一部4.1 kmが完成した。その後、熱塩加納村（現喜多方市）の一部区間(1.7 km)が開通し、2009年（平成21年）12月19日には喜多方側2.5 kmが開通し、未成区間は残り2.6 kmとなった。これらのバイパスは冬季の路線維持のために、最上級の除雪体制・道路監視体制が整えられており、福島県側の7つのトンネル群は、通称「虹のトンネル」と呼ばれている。これらのバイパスの開通により、喜多方市より福島県道16号喜多方西会津線経由で国道49号へ出れば、南陽市から国道113号経由で日東道や国道7号へ出るより走行しやすいこともあり、高速道路料金を避けるために九州・四国・近畿・北陸と東北・北海道を往復する大型長距離トラック・トレーラーの通行量が急増することになった。
2010年（平成22年）9月11日に福島県道333号日中喜多方線で代替されていた最後の未成区間が開通し事業開始から37年目にして全線開通した。総事業費は560億円であった。なお、大峠道路が全線開通していないという理由から、特に山形県側において路肩崩落及び土砂崩れが酷く通行止めとなっていた旧道ルートが長らく国道の本道に指定されてきたが、全線開通後2011年（平成23年）10月25日に福島県側が、2012年（平成24年）1月6日に山形県側が正式に国道指定から外れた。

## 沿革
- 1974年度（昭和49年度） - 事業着手。
- 1984年（昭和59年）6月 - 大峠トンネル貫通。
- 1992年（平成4年）8月9日 - 一部供用開始。
- 1996年（平成8年）4月 - 道の駅喜多の郷オープン。
- 1998年（平成10年）3月 - 道の駅田沢オープン。
- 2010年（平成22年）9月11日 - 最後の未開通区間2.6 kmが開通、これにより全線開通。
- 2011年（平成23年）1月28日 - 旧道の国道121号の指定 (山形県側) の一部が廃止。
- 2011年（平成23年）10月25日 - 国道121号の指定 (福島県側) が本ルートに一本化。
- 2012年（平成24年）1月6日 - 国道121号の指定 (山形県側) が本ルートに一本化。
- 2022年（令和4年）
  - 7月4日 - 6月27日の大雨により米沢市大字入田沢で道路下部の法面崩落が発見され、喜多方市熱塩加納町熱塩字弥平沢から米沢市大字入田沢の八谷トンネル北側ゲートまでの福島県内延長7.0 km、山形県内延長5.3 kmの区間が全面通行止めとなる[1][2]。
  - 7月7日 - 被災箇所延長150 mを片側交互通行とし、全面通行止めを解除した[3]。
  - 8月3日 - 令和4年8月豪雨による雨量超過のため、福島県内延長7.0 km、山形県内延長6.5 kmの区間が全面通行止めとなる[4]。
  - 8月4日 - 米沢市大字入田沢で道路流失が発見されたため、引き続き通行止めとなった[5][6]。
  - 8月26日 - 同区間の1車線確保のための応急復旧は高度な技術力を要することから国による権限代行による災害復旧を行うことになった[7]。
  - 10月24日 - 被災箇所3か所の応急復旧が完了し、終日片側交互通行によって通行が解放された[8]。

## 主要構造物（トンネル・橋梁）・休憩施設
山形・米沢方面の順番。なお、喜多方市側には、虹のトンネルというトンネル連続区間があり、その色についても掲載している。
| 構造物・施設名                  | 延長      | 全幅   | 全高  | 竣功       | 施工                      | 虹のトンネルの色 |
| 道の駅喜多の郷                  |           |        |       |            |                           |                  |
| 松原橋                          | 17.7 m    |        |       | 2005年     |                           |                  |
| 赤崎橋                          | 22.5 m    |        |       | 2008年     |                           |                  |
| 夢の森橋                        | 29.8 m    |        |       | 2007年     |                           |                  |
| 上川原橋                        | 67.0 m    |        |       | 1999年     |                           |                  |
| 向坂トンネル                    | 354.0 m   |        |       | 2010年     |                           |                  |
| 明ヶ沢第一トンネル              | 139.0 m   |        |       | 2010年     |                           |                  |
| 明ヶ沢橋                        | 145.0 m   |        |       | 2006年     |                           |                  |
| 明ヶ沢第二トンネル              | 319.0 m   |        |       | 2010年     |                           |                  |
| 西沢橋                          | 174.0 m   |        |       | 2009年     |                           |                  |
| 日中橋 Nicchubashi              | 170.0 m   |        |       | 1991年     |                           |                  |
| 弥平トンネル Yahei Tunnel       | 332.4 m   | 7.5 m  | 4.7 m | 1988年3月  | 五洋建設                  |                  |
| 日中休憩所                      |           |        |       |            |                           |                  |
| 日中トンネル Nichu Tunnel       | 951.0 m   | 7.25 m | 4.7 m | 1982年10月 | 住友建設                  |                  |
| 石倉沢橋 Ishikurasawabashi      | 134.0 m   |        |       | 1983年     | 佐藤鉄工                  |                  |
| 黒清水駐車帯                    |           |        |       |            |                           |                  |
| 黒清水沢橋 Kuroshimizusawabashi | 255.0 m   |        |       | 1987年     |                           |                  |
| 不動トンネル Fudo Tunnel        | 633.1 m   | 6.5 m  | 4.7 m | 1989年3月  | 西松建設                  | 赤               |
| 温沢橋 Onsawabashi              | 130.0 m   |        |       | 1986年     |                           |                  |
| 地蔵トンネル Jizo Tunnel        | 253.1 m   | 7.25 m | 4.7 m | 1985年11月 | 不動建設                  | 橙               |
| 小倉橋 Ogurabashi               | 82.0 m    |        |       | 1983年     |                           |                  |
| 薬師橋 Yakushibashi             | 25.0 m    |        |       | 1983年     |                           |                  |
| 石楠花トンネル Shakunage Tunnel | 106.0 m   |        |       | 1980年     |                           | 黄               |
| 大倉沢橋 Okurasawabashi         | 111.0 m   |        |       | 1983年     |                           |                  |
| 大倉トンネル Okura Tunnel       | 508.0 m   | 7.25 m | 4.7 m | 1984年12月 | 佐藤・東洋建設 共同企業体 | 緑               |
| 下探沢橋 Shimosagashisawabashi  | 29.0 m    |        |       | 1985年     |                           |                  |
| 探トンネル Sagashi Tunnel       | 130.0 m   | 7.5 m  | 4.7 m | 1986年12月 | 不動建設                  | 青               |
| 上探沢橋 Kamisagashisawabashi   | 56.0 m    |        |       | 1987年     |                           |                  |
| 御手窪トンネル Odekubo Tunnel   | 325.0 m   | 7.25 m | 4.7 m | 1989年11月 | 鴻池組                    | 藍               |
| 御手窪橋 Odekubobashi           | 140.0 m   |        |       | 1991年     |                           |                  |
| 高倉トンネル Takakura Tunnel    | 127.0 m   | 6.5 m  | 4.7 m | 1988年12月 | 不動建設                  | 紫               |
| 高倉沢橋 Takakurasawabashi      | 45.8 m    |        |       | 1987年     |                           |                  |
| 大滝橋 Otakibashi               | 180.0 m   |        |       | 1989年     |                           |                  |
| 栃平橋 Tochihirabashi           | 37.5 m    |        |       | 1989年     | コミヤマ工業              |                  |
| 栃平駐車帯                      |           |        |       |            |                           |                  |
| 飯森沢橋 Imorisawabashi         | 24.0 m    |        |       | 1987年     |                           |                  |
| 大峠トンネル Otoge Tunnel       | 3,940.0 m |        |       | 1985年     |                           |                  |
| 大峠休憩所                      |           |        |       |            |                           |                  |
| 大森大橋                        | 180.0 m   |        |       | 1986年     |                           |                  |
| 普洞沢1号橋                     | 49.0 m    |        |       | 1986年     |                           |                  |
| 普洞沢2号橋                     | 122.0 m   |        |       | 1983年     |                           |                  |
| 普洞沢3号橋                     | 70.0 m    |        |       | 1988年     |                           |                  |
| 百子沢橋                        | 179.0 m   |        |       | 1989年     |                           |                  |
| 八谷大橋                        | 195.0 m   |        |       | 1991年     | 宮地鉄工所                |                  |
| 八谷トンネル                    | 85.0 m    | 10.5 m | 4.7 m | 1991年11月 | 仙建工業                  |                  |
| 道の駅田沢                      |           |        |       |            |                           |                  |
| ------------------------------- | --------- | ------ | ----- | ---------- | ------------------------- | ---------------- |

## 交通量
2016年度 平日24時間交通量（台）
- 大峠管理事務所：2829